# Rollesel
Als Rollesel oder auch Rollenbuben wird ein über 100 Jahre alter hohenlohischer Weihnachtsbrauch an Heiligabend bezeichnet. Er ist ausschließlich in den evangelischen Ortschaften des ehemaligen Amtes Ilshofen zu finden.
Die Rollesel bzw. Rollenbuben sind Gruppen von Jugendlichen, die als vermummte Gestalten am Heiligen Abend in einigen Dörfern der Ilshofener Ebene im Landkreis Schwäbisch Hall ihre Runde machen, um den Weg für das Christkind frei zu machen. Dabei gehen sie von Tür zu Tür, bekommen fast überall Süßigkeiten und Geld und flößen mit ihrem Aussehen und den lauten Glocken und Schellen vor allem kleinen Kindern Unbehagen ein. Der Ursprung dieses Brauches ist unklar. Einige Chronisten gehen von einem jahrhundertealten, heidnischen Brauch aus. Die Tatsache, dass in keinerlei älteren Chroniken die Rede davon ist, legt aber die These nahe, dass der Brauch erst Ende des 19. Jahrhunderts entstanden ist als selbst gewählter Freiraum der Bauernbuben, die sonst fast nur Pflichten zu erfüllen hatten. Ursprünglich war es dem männlichen Nachwuchs vorbehalten in die Gruppe aufgenommen zu werden, wobei streng darauf geachtet wurde, dass nur einheimische zum Zuge kamen. Inzwischen werden jedoch, meist aus Mangel an Jungen, auch gelegentlich Mädchen zugelassen.

## Kleidung
Die Trachten sind von Ort zu Ort verschieden. In Oberaspach z. B. werden etwa ein Meter hohe, kegelförmige aus Tonkarton zusammengeklebte, mit ca. 1 cm breiten, bunt bedruckten Papierstreifen beklebte Hüte sowie schwarze Ledermasken mit Bärten aus Hanf getragen. Fast überall ist ein weißes Nachthemd das bis über die Knie geht zu finden. Wichtigstes Requisit der Rollesel ist jedoch der über die Schulter geschnallte Rollriemen – daher der Name – mit unterschiedlich großen Kuhglocken oder Schellen. Ein Wurzelstock in der Hand vervollständigt die Maskerade.

## Während des Laufs
Begonnen wird meistens mit Einbruch der Dunkelheit. Es wird in gemäßigtem Tempo von Haus zu Haus gelaufen. In der Gruppe läuft der Chef vorne und der Treiber hinten. Der Treiber hat die Aufgabe, die Gruppe zusammenzuhalten. Zu diesem Zweck macht er gelegentlich von seinem Wurzelstock Gebrauch. Chef ist meistens der Älteste, der auch die Jüngeren in die Geheimnisse des Rollesellaufes einführt und die Gruppe anleitet.